# Rudolf von Laban
Rudolf von Laban, također poznat i kao Rudolf Laban (mađ. Rezső Lábán de Váraljas, Lábán Rezső, Lábán Rudolf; Bratislava, 15. prosinca 1879. – Weybridge, Engleska, 1. srpnja 1958.) bio je austrougarski plesni umjetnik i teoretičar. 
Smatra se jednim od pionira modernog plesa u Europi, kao i osnivačem ekspresionističkog plesa u Njemačkoj. Njegov rad postavio je temelje za Labanovu analizu pokreta, labanotaciju (kinetografija Laban) i druge specifičnije razvoje u plesnoj notaciji i evoluciji mnogih sorti Labanove analize pokreta. Smatra se jednom od najvažnijih osoba u povijesti plesa.
Rudolf von Laban rođen je 1879. godine u Bratislavi u tada Kraljevini Mađarskoj u Austro-Ugarskoj u aristokratskoj obitelji. Obitelj njegovog oca potjecala je iz francuskog plemstva (De La Ban, od francuskog križara, koji se zadržao u Ugarskoj u 13. stoljeću) i mađarskog plemstva, a obitelj njegove majke bila je iz Francuske. Otac mu je bio feldmaršal Austro-Ugarske i gubernator provincije Bosne i Hercegovine. Djetinjstvo je proveo u dvorskim krugovima Beča i Bratislave, kao i u Bosni i Hercegovini, u gradovima Sarajevo i Mostar.
Rudolf je trebao postati časnik kao otac, ali je pobjegao iz bečke vojne škole u Pariz, gdje je počeo studirati arhitekturu na „Écoles des Beaux Arts”. Nakon smrti prve žene, u tridesetoj godini odlazi u München, gdje upoznaje plesačicu Heidi Dzinkowsku pod čijim se utjecajem počinje njegovati tzv. ekspresionistički ples (njem. Ausdruckstanz). Otvara i prvu ljetnu školu plesa i umjetnosti (1908. - 1914.). Također je radio sa svojom drugom suprugom Majom i njezino petero djece u umjetničkoj zajednici u Monte Veriti u Švicarskoj. Međutim, komuna je nestala početkom Prvog svjetskog rata. Postao je mason 1913. godine. Godine 1915. preselio se u Zürich, gdje je osnovao školu plesa i pokreta. Njegov cilj nije bila samo umjetnost, već je vjerovao i u terapeutske učinke plesa, posebice zbornog. 
Od 1919. godine počele su se osnivati podružnice Labanove škole diljem Europe (osobito Italije, Francuske i srednje Europe). Laban je došao i s reformom notnog sustava – s tzv kinetografija ili "labanotacija". Sažeta je uglavnom u knjizi „Kinetographie Laban” iz 1928. Utjecala je ne samo na moderni ples i umjetničku avangardu, već i na proučavanje neverbalne komunikacije. Od 1930. do 1934. bio je ravnatelj američkih kazališta u Berlinu, a bio je i baletni majstor Berlinske državne opere. Koketirao je i s nacistima, posebno je bio naklonjen Josephu Goebbelsu. Isključio je sve "nearijevce" iz svojih baletnih tečajeva i 1934. je imenovan ravnateljem Deutsche Tanzbühnea. Goebbels mu je čak naručio da sastavi koreografiju za tisuću plesača za ceremoniju otvaranja Olimpijskih igara u Berlinu 1936. godine.
Nakon probe koreografije koju je pripremio za Ljetne olimpijske igre 1936. u Berlinu, von Laban je bio na meti nacističke stranke. Naposljetku je pronašao utočište u Engleskoj 1937. Između 1945. i 1946. on i njegova dugogodišnja partnerica Lisa Ullmann osnovali su „Laban Art of Movement Guild” u Londonu i „The Art of Movement Studio” u Manchesteru, gdje je radio do svoje smrti. Konzervatorij za glazbu i ples „Trinity Laban” u Londonu nastavio je njegovu ostavštinu.